# Fattyúnyelv
A fattyúnyelv terminus a ma szleng-nek nevezett nyelvi jelenség Zolnay Vilmos és Gedényi Mihály által kitalált és lényegében csak általuk használt magyar elnevezése.
A fattyúnyelv szó az 1952-ben kiadott ötnyelvű Sportszótár-ban – melynek Gedényi Mihály is munkatársa volt – jelent meg először nyomtatásban. Tévesen, illetve túlzottan leszűkített jelentésben A magyar nyelv értelmező szótára „A szókincsnek az a része, amelyet az alsóbb nyelvi rétegbe (például a tolvajnyelvbe, diáknyelvbe) tartozó szavak alkotnak” meghatározással, a Magyar értelmező kéziszótár „Argó / Diáknyelv”-ként tartja számon.

## Afattyúnyelvterminus születése
Zolnay Vilmosnak és Gedényi Mihálynak szlengszótáruk készítése során egyik első feladata volt nevet találni az általuk kutatott nyelvi jelenségnek. Bár a szleng különböző változatainak számtalan elnevezését ők maguk gyűjtötték össze (az alvilági zsargon-tól és az apacsnyelv-től a jassznyelv-en át a vagánydumá-ig majd 300-at, egyiket sem találták elég kifejezőnek és jelentéskörét elég szélesnek. A nemzetközi – és részben a hazai – szakirodalomban is használatos, idegen eredetű terminusokat sem kívánták használni, mert ahogy írják: „Tudtuk, hogy az efféle [ti. fattyúnyelvi] szavak olyan helyet foglalnak el a magyar glóbuszon, mint a franciáknál az argot, a németeknél a rotwelsch vagy gaunersprache, az angoloknál a slang, de azt is éreztük, hogy annyira hasonlítanak ezekhez ugyan, de sajátos jellegük folytán különböznek is azoktól”.
A fattyúnyelv terminus, amit tulajdonképpen a szlengbe sorolható és azzal szorosan érintkező jelenségek összefoglaló nevének tekinthetünk, 1946 táján keletkezett.  A szerzők maguk így tudósítanak születéséről: „A fattyúhajtás analógiájára vetődött fel bennünk a fattyúnyelv elnevezés. Nemcsak logikai és érzelmi tartalma látszott megfelelőnek, de a fattyúhajtás, fattyúgyermek jól ismert szavak analógiájának hatására első hallásra ismerősnek és természetesnek tűnik. Nem is szólva arról, hogy ezeknek a hivatalos nyelvtől elkülönülten született és fejlődött szavaknak igen hasonlított a sorsa a régi fattyúgyermekéhez. Míg fiatal, ismeretlen a szó, üldözik, megvetik, becsmérlik, de amint egyik-másik polgárjogot nyer a hivatalos nyelvben, megváltozik az irányában táplált érzelem. Ezek az érzelmi és gondolati elemek játszottak közre a fattyúnyelv kifejezés megalkotásában”.
E szakszó „sikeréről” és jelentéséről még az alábbiakat tudjuk meg a szerzőktől: „Szavunkat még 1952-ben a Magyar Tudományos Akadémia I. Nyelv- és Irodalomtudományi Osztálya az argó magyarításaként elfogadta, és a készülő »A magyar nyelv értelmező szótárá«-ba fel is vette. Mi azonban az értelmező szótárnál tágabb jelentésben használjuk a fattyúnyelv szót, ugyanis a fattyúnyelv nemcsak argó. A tolvajnyelv (argó) rétegnyelv, méghozzá a társadalom egyik legalsóbb rétegének nyelve, a fattyúnyelv ezzel szemben nem különül el rétegnyelvvé, hanem általánosan használják, és szavaival épp úgy találkozunk az Akadémia tudósainál, az egyetemi katedrákon, mint az egyszerűbb polgárok, munkások nyelvében vagy akár a kültelki lebujok látogatóinak beszédében. Ebből következik, hogy az a nyelv, melyet mi fattyúnyelvnek nevezünk, magában foglalja nemcsak a tolvajnyelvet, az alvilág nyelvét, hanem a társadalom valamennyi rétegének, így a diákságnak, a kórházak ápolóinak és ápoltjainak, a kaszárnyák népének, a családnak, a gyermekeknek, dajkáknak a nyelvét. Ebbe a nyelvbe beletartoznak a játékos szóalkotások, felöleli a kártyások és más játékosok nyelvét, foglalkozik a sportolók kiszólásaival, szavaival, magáénak vallja az artisták, művészek egymás közti beszédét és általában minden olyan szót, szólást, kifejezést, mely nem tartozik szorosan a mesterségek, illetve foglalkozások szaknyelvébe, valamint köz- és irodalmi nyelvünkbe.
Ezek a szavak néha kérészéletűek, néha több évtizedesek, néha csak egy egészen kis körben ismeretesek, néha általánosak, az egész országban és annak minden társadalmi rétegében elterjedtek.”

## Afattyúnyelvszó fogadtatása, utóélete
A fattyúnyelv szakszó nem váltotta be kitalálóinak hozzá fűzött reményeit. Sem maga a fattyúnyelv szó, sem a szerzők szlengfelfogása nem vált még szűk körben sem elfogadottá. A modern szlengkutatás szempontjából különösen a fattyúnyelv (szleng) addig szokásosnál tágabb jelentéssel való használata elleni tiltakozást tekinthetjük sajnálatosnak.
A fattyúnyelv ilyetén felfogása már a Zolnay–Gedényi szerzőpáros első tudományos megméretésén is heves ellenkezést váltott ki egyik bírálójukból. Zolnai Béla szerint a szerzők „igen tágra veszik a fattyúnyelv fogalmát. Minél többet akarnak fölölelni. Így jön ki a 22 ezernyi címszó, amelynek egy része nem egyéb, mint a köznyelv familiáris szava vagy jelentésváltozata”. 
Hasonló kifogások vetődhettek fel abban a lektori véleményben is, ami a fattyúnyelv szóról a Magyar Nyelvőrbe szánt cikkük kapcsán íródott. A lektor olyan módosításokat javasolt, ami éppen a szó fogalomkörének szűkítését jelentette volna. Ezt azonban a szerzők nem fogadták el, így tanulmányuk nem jelent meg. Hogy ez a jelentéskör-szűkítés miben állott volna, nem derül ki az esetre való utalásból, viszont gyaníthatjuk, hogy a fattyúnyelv-et egyszerűen a tolvajnyelvvel vagy a diáknyelvvel kívánták azonosítani, mint ahogy tette ezt – Zolnayék szándéka ellenére – A magyar nyelv értelmező szótára.  Az értelmező szótár után egyébként az értelmező kéziszótár is tartalmazza, de a nyelvészeti terminológiában nem terjedt el, nyelvészeti szakirodalmunkban a fattyúnyelv szó csak akkor szokott előfordulni, ha Zolnay Vilmos és Gedényi Mihály valamelyik munkájára, illetve az ő munkásságukra hivatkoznak.

## A fattyúnyelv kutatása
Két nagyon különböző körülmények közül induló és teljesen más pályán futó ember sorsa találkozott össze Zolnay Vilmos és Gedényi Mihály közös szenvedélyének köszönhetően. Mindketten Budapesten a Fadrusz utca 6-ban laktak, és a főváros ostroma alatt ismerkedtek meg lakóházuk légópincéjében. „A két szerző összetalálkozása előtt külön-külön foglalkozott a fattyúnyelvvel. Ez részben egyéni érdeklődés, részben nyelvészeti vonatkozású munka volt.” – írják szótáruk „viszontagságos történeté”-ben.
Találkozásuk a magyar szlengkutatás felől nézve rendkívül szerencsés volt (vagy inkább: lehetett volna), hiszen Gedényi Mihály révén – amennyire ez az évtizedek távlatából megállapítható – Zolnay Vilmos fanatikus megszállottságához, agresszív makacsságához, a saját (vélt) igazáért minden nehézséggel szembeszálló, gyakran önfejű és talán önző ember hitéhez egy elsősorban nem nyelvész érdeklődésű, de bizonyos alapvető nyelvészeti ismeretekkel felvértezett filosz tudása társult.
Gedényi Mihály Horváth János, Négyesy László, Gombocz Zoltán, Szinnyei József, Melich János és mások tanítványa volt a budapesti egyetem magyar–francia szakán, és külföldön (elsősorban Párizsban) is végzett nyelvészeti tanulmányokat. Valószínűleg ő volt az, akinek hatására a fattyúnyelv terminust a francia argot-hoz egészen közeli értelemben használták. Bár a szerzők azt említik, hogy Gedényi Mihály a közös munkát megelőzően „a jassznyelvről írt és a sportszavakat rendszerezte”, nem találhatók fel jelentősebb előzményei annak, hogy Gedényi 1945 előtt a szlenggel foglalkozott volna. Egyedül „A tolvajnyelv eredetéről” c. kis írását ismerjük, ami a Film Színház Irodalom 1940. januári 2. számában (25–6) jelent meg. Ha voltak egyéb feljegyzései, azok minden bizonnyal beépültek a A magyar fattyúnyelv szótárá-ba.
Zolnay Vilmos szleng iránti érdeklődését egyértelműen a kártyanyelv felől magyarázhatjuk. Már A kártya története és a kártyajátékok c. könyve is számos kártyásszlengbeli kifejezést mutat be, különösen a „Kártyaszótár” c. részben (311–364), ahol a tréf. és zsar. [= tréfás(an) és zsargon] minősítéssel jelölt szavakat bizonyára maga Zolnay is szlengszónak tartotta. Ezt követően 1933-ban a Magyar Nyelvőrben egy terjedelmesebb tanulmánya is megjelent (A hamiskártyások nyelve: Magyar Nyelvőr, 62: 17–22, 50–3, 82–5), amelynek elsődleges célja már a nyelvi, nyelvészeti vizsgálat volt.
A magyar szleng teljességre törekvő nagyszótárának az ostrom alatt eltervezett szerkesztését 1945 folyamán kezdték el, és 1970 táján, a „A magyar fattyúnyelv szinonimái” négy füzetének lezárásával fejezték be a közös munkát. Hozzávetőleges számításaik szerint több mint 35 000 órát dolgoztak együtt, aminek során több száz hazai és külföldi forrásmunkát dolgoztak föl. Rendszeresen végeztek saját gyűjtéseket is különböző börtönökben, rabkórházakban, valamint sportolók és különféle foglalkozásúak körében. Az általuk feldolgozott forrásanyag a magyar írásbeliség kezdeteitől az 1960-as évek végéig tartó időszakból származik.
A kettejük közötti munkamegosztásról és munkamódszerükről nincsenek ismereteink.  Nem tudjuk, hogy a közös műveikben és beadványaikban használt névsorrend (Zolnay Vilmos–Gedényi Mihály) mennyiben jelzi az elvégzett munka arányát, mennyiben van szó inkább az ötletgazda kiemeléséről, vagy pedig – ami a legvalószínűbb – csak egyszerű udvariassági formának tekinthetjük, és a közöttük lévő tizennyolc év korkülönbség indokolja a betűrendtől való eltérést.
A fattyúnyelv készülő nagyszótára 1953 végére „végleges keretet és formát öltött”. Ezután 1954. április 26-i dátummal a szerzők beadványt és munkájuk illusztrálására a Cs betűs szócikkeket tartalmazó mutatványfüzetet nyújtottak be az MTA I. osztályához, hogy „1. Foglaljon állást a Magyar Tudományos Akadémia (I. osztálya) a magyar fattyúnyelvi nagyszótár kiadásának szükségessége és fontossága mellett. 2. Adjon lehetőséget nekünk a t. Akadémia arra, hogy kb. 22 000 címszót kitevő, kettős rendszerben cédulázott és jelenleg kartonokon levő anyagunknak a Cs-betűhöz hasonlóan nyomdakész, illetőleg elbírálásra alkalmas alakban feldolgozhassuk a következő két év leforgása alatt. 3. A mintaként benyújtott Cs-betű elbírálásával egyidejűen kérjük a t. Akadémia irányelveit és tanácsait, hogy rendszerünkön hol, miben változtassunk annak érdekében, hogy a szótár a legmegfelelőbb legyen; valamint arra vonatkozóan is, hogy a mellékelt szöveg-részből  mely fejezeteket lenne kívánatos a teljes szóanyagra is feldolgozni, illetőleg hol és milyen módosítás látszik kívánatosnak.”
A szerzők beadványát Bárczi Géza és Zolnai Béla kapta meg szakértői bírálatra. Bárczi véleményét az udvarias biztatás jellemezte, amelyik ugyan utalt a nem nyelvész szerzők néhány hiányosságára, viszont felismerte a nagyszabású munka fontosságát és támogatásra javasolta.
Bárczival szemben Zolnai Béla meglehetősen keményhangú, helyenként szubjektív és igazságtalan bírálatában egyértelműen elutasította a Zolnay–Gedényi-féle fattyúnyelvi szótárnak a szerzők által elképzelt formában való megjelenését. Véleménye szerint „A gyűjtésen kívül semmi sem jogosítja föl a dilettáns szerzőket, hogy egy ilyen szótáranyag megszerkesztését rájuk bízzák. Sőt egyenesen veszedelmes volna ilyen föladatot rájuk bízni. Anyaggyűjtésük módszertelen, dilettáns, bár szorgalmas munka”, amely ugyanakkor „sok és értékes adatot tartalmaz, amit a készülő Nagyszótár is értékesíthet, kívánatosnak tartanám, hogy a szerzők munkájukat tovább folytassák és ezért megfelelő anyagi támogatásban – állandó alkalmaztatás a készülő szótáraknál, prémiumok – részesüljenek”. Ez utóbbi, befejező mondata némi biztatást sugallt, viszont bírálatának egésze és kioktató hangneme  egészen mást mondott. Nem csoda, hogy Zolnay és Gedényi, a „két magát tudósnak tartó, de laikus és dilettáns szerző”, akik Zolnai szerint például „nincsenek tisztában az összetétel fogalmával, amit már az általános iskola alsó fokozatában tanítanak”, mélyen megbántódott.
Az akadémia végül is úgy döntött, hogy nem adja ki a magyar fattyúnyelv szótárát. Ehelyett arról értesítették a szerzőket, hogy tervezett szótáruk megjelenésére nem látnak lehetőséget, és ezért javasolták, hogy a szerzők a szótár cédulaanyagát ajánlják föl az akadémia kézirattárának.
A szótár sorsa ezzel a magyar nyelvtudomány számára le is zárult. Néhány újabb sikertelen próbálkozás után  a szerzők a szótár cédulaanyagát, melyet Zolnay Vilmos a kötetek lezárása után is tovább bővített, eladták az akadémiának, így az a Nyelvtudományi Intézet szótári osztályára került.
Az akadémia és a Nyelvtudományi Intézet elutasító hozzáállásával csak azt tudta elérni, hogy az általa képviselt nyelvészeten belül ne szülessen meg a fattyúnyelvi szótár. Zolnay Vilmos és Gedényi Mihály ugyanis minden nehézség ellenére elkészítette és öt példányban letisztázta A magyar fattyúnyelv szótárá-nak hatezer (a szinonimatárral együtt közel hétezer) oldalas kéziratát, amely mintegy 32 ezer szócikkében több mint 100 ezer szlengadatot tartalmaz. 24 füzete  az alábbi dátumozással készült: I. füzet 1945–1962., II–XV. 1960., XVI–XXI. 1961., XXII–XXIV. 1967. Az I. füzet a szótár születését, a fattyúnyelv szakszó eredetét, a fattyúnyelv történetét, szóalkotásának rendszerét és a szócikkek felépítését, a szótár szerkezetét tárgyalja. A szótár a II. füzettől a XIX. füzet 4327. lapjáig tart. Ezt követi a 4328. laptól a XX. füzet végéig az első pótlás a szótárhoz. A XXI. füzetben szólásmódok és ezek pótlása, a XXII–XXIV. füzetben pedig egy öt évvel későbbi pótlás következik.
A magyar fattyúnyelv szótárá-nak szerves részét alkotja az önálló címen önálló műként nyilvántartott négykötetes A magyar fattyúnyelv szinonimái, ami a Zolnay és Gedényi által feldolgozott teljes fattyúnyelvi címszóállományt rokonértelmű szavak szerinti elrendezésben tartalmazza. Ezt eredetileg a nagyszótár részeként tervezték megszerkeszteni (ezért is szól A magyar fattyúnyelv szótárá-nak bevezetése a szinonimatárról mint befejezett, a szótár 23–24. kötetét alkotó részről), végül azonban csak 1970-ben készült el.
Zolnay Vilmos és Gedényi Mihály fattyúnyelvi munkásságához még több kisebb-nagyobb kéziratos mű is hozzátartozik. Ezek egy része a munka folyamán készült feljegyzéseket tartalmazza, egy másik részük pedig a publikálási lehetőségeket keresve született meg a szóanyagnak csak egy részére szűkítve a feldolgozást, hiszen A magyar fattyúnyelv szótárá-nak megjelentetése ellen az egyik leggyakoribb kifogás a terjedelme volt.
Két tematikusan rövidített munkájukra kiadási ígéretet kaptak a fővárosi tanács népművelési osztályának néprajzi albizottságától, a Gondolat Kiadótól, valamint a Szabó Ervin Könyvtártól, de ezek a tervek is kútba estek. Az egyik mű a Budapesti fattyúnyelvi szójegyzék lett volna, ami a teljes fattyúnyelvi anyagból a Budapesten használt kifejezéseket válogatta össze, a másik pedig a Budapest a fattyúnyelvben, ami egy Budapest néprajzával kapcsolatos tanulmányok megírására felhívó pályázatra készült. Ez utóbbiból évtizedekkel később Kovács Ákos közölt részleteket a Mozgó Világ „Városantropológia” c. összeállításában (1994/5: 32–48), és végül is A régi Budapest a fattyúnyelvben címen ez lett az az összeállítás, ami – Zolnay Vilmos és Gedényi Mihály fattyúnyelvi alkotásai közül egyetlenként – önálló könyvként nyomtatásban is megjelenhetett.